# Uricari (okręg Vaslui)
Uricari – wieś w Rumunii, w okręgu Vaslui, w gminie Voinești. W 2011 roku liczyła 88 mieszkańców.